# Ticketbis
Ticketbis är en plattform på nätet där privatpersoner kan köpa och sälja biljetter till evenemang i andra hand. Företaget grundades år 2009 i Spanien av Ander Michelena och Jon Uriarte och kan nu återfinnas i 48 länder över hela världen.

## Företaget

### Affärsmodell
Företaget Ticketbis fungerar som en marknadsplats online för personer som vill köpa eller sälja biljetter till olika typer av evenemang såsom sport, musik och teater. Affärsmodellen är väl etablerad och Ticketbis tar plats bland andra industrijättar, som exempelvis StubHub som var en pionjär när de lanserade sin webbplats år 2000.
Ticketbis kopplar samman köpare och säljare, och säljaren själv bestämmer biljettpriset när biljettannonsen publiceras. Likt de flesta andra digitala marknadsplatser för andrahandsbiljetter tar Ticketbis ut en provision för sålda biljetter och försäkrar i sin tur att betalningen genomförs på ett säkert sätt för båda parterna.
När en användare köper en biljett måste biljettförsäljaren i fråga skicka biljetten innan eventet äger rum. Biljetterna skickas via Ticketbis som även tar hand om leveransen, så om köparen inte får sin biljett i tid blir Ticketbis återbetalningsskyldig.

### Finansiering och investerare
En första investeringsrunda som avslutade med 400 000 euro i finanskapital gav grundarna chansen att genomföra projektet och bilda Ticketbis år 2009. I en andra runda år 2011 uppnådde företaget en miljon euro och året därpå samlade de in 900 000 euro. År 2013 hamnade siffran på 3,5 miljoner euro.
| År   | Land                                                       |
| ---- | ---------------------------------------------------------- |
| 2009 | Spanien                                                    |
| 2011 | Italien Portugal Storbritannien Brasilien Mexiko Argentina |
| 2012 | Chile                                                      |
| 2013 | Colombia Peru Venezuela Ryssland Paraguay Tyskland Uruguay |
| 2014 | Frankrike Sverige                                          |
| 2015 | Norge Danmark Finland                                      |

## Lagstiftning och kontroverser
Ticketbis följer reglerna som fastställts av EUSTA (EU Secondary Ticketing Association). Men ett uppdaterat regelverk för andrahandsmarknaden av biljetter har efterfrågats och bland annat Malmö FF har varit kritiska till återförsäljning av sina biljetter på plattformar som Ticketbis.

## Omdöme
Ticketbis har inte stått fri från kritik. År 2015 publicerade exempelvis Aftonbladet en artikel om biljetter som såldes på sajten för “upp emot 20 000 kronor”. Andra medier runt om i världen har också anklagat Ticketbis och liknande verksamheter för att bidra till att marknadens biljettpriser blir orealistiskt höga. Men internationell press har även försvarat Ticketbis affärsmodell och bekräftat att plattformen är en säker plats att köpa biljetter på.
Då det är användarna själva som bestämmer biljettpriserna på sina annonser kan priset variera stort, vilket i vissa fall kan vara positivt för köparen, men också bidra till viss osäkerhet bland konsumenter. Biljettförsäljare kan alltså sätta ett pris som är högre än ursprungspriset, något som användaren inte alltid är medveten om när hen genomför sitt köp.